# 정현종
(鄭玄宗, 1939년 12월 17일 ~ )은 대한민국의 시인이다. 서울 출생으로 대광고등학교와 연세대학교 철학과를 졸업하였다. 1982년부터 2005년까지 연세대학교 국어국문학과 교수로 일했다.

## 약력
1965년 《현대문학》에 박두진 시인이 3회 추천 완료하여 문단에 데뷔했다. 1978년 「한국문학작가상」, 1990년 제3회 「연암문학상」, 1992년 제4회 「이산문학상」, 1996년 제4회 「대산문학상」, 2001년 제1회 「미당문학상」, 2004년 제12회 「공초문학상」, 2004년 파블로 네루다 탄생 100주년 기념 메달, 2005년 근정포장, 2006년 제2회 「경암학술상」을 수상했다.

## 학력
- 대광고등학교 졸업
- 연세대학교 철학과 졸업

## 경력
- 1969 ~ 1973	서울신문 편집국 기자
- 1974 ~ 1977	중앙일보 편집국 기자
- 1977 ~ 1982	서울예술전문대학 교수
- 1982 ~ 2005	연세대학교 국어국문학과 교수

## 저서

### 시집
- 《사물의 꿈》(민음사, 1972)
- 《나는 별아저씨》(문학과지성사, 1978)
- 《떨어져도 튀는 공처럼》(문학과지성사, 1984)
- 《사랑할 시간이 많지 않다》(세계사, 1989)
- 《한 꽃송이》(문학과지성사, 1992)
- 《세상의 나무들》(문학과지성사, 1995) ISBN 8932007535
- 《갈증이며 샘물인》(문학과지성사, 1999) ISBN 8932010900
- 《견딜 수 없네》(시와시학사, 2003) ISBN 8982121773
- 《광휘의 속삭임》(문학과지성사, 2008)

### 시선집
- 《고통의 축제》(민음사, 1974)
- 《달아 달아 밝은 달아》(지식산업사, 1982)
- 《사람으로 붐비는 앎은 슬픔이니》(문학과비평사, 1990)
- 《사람들 사이에 섬이 있다》(미래사, 1991)
- 《이슬》(문학과지성사, 1996)
- 《환합니다》(1999)
- 《정현종 시선》(시와시학사, 2005)

### 시전집
- 《정현종 시전집》(문학과지성사, 1999)

### 산문집
- 《날자 우울한 영혼이여》(1975)
- 《숨과 꿈》(1982)
- 《관심과 시각》(1983)
- 《생명의 황홀》(1989)
- 《날아라 버스야》(2003)

### 역서
- 제임스 볼드윈 《또하나의 나라》(1970)
- F. 스콧 피츠제럴드 《위대한 개츠비》(1972)
- C. McCullers 《슬픈 카페의 노래》(1972)
- 리처드 바크 《갈매기의 꿈》(1973)
- 칼릴 지브란 《매혹》(1973)
- R.프로스트 《불과 얼음》(1973)
- 예이츠 《첫사랑》(1973)
- 헤르만 헤세 《흰구름》(1973)
- 알랭 보스께 《달리와의 對話》(1975)
- 허버트 리드 外 《예술을 찾아서》(1978)
- J. Krishnamurt 《아는 것으로부터의 자유》(1979)
- 리처드 바크 《어디인들 멀랴》(1979)
- 네루다 《스무 편의 사랑의 시와 한 편의 절망의 노래》(1989)
- Federico Garcia Lorca 《강의 백일몽》(1994)
- 네루다 《100편의 사랑 소네트》(2002)
- M.I.L.K. 프로젝트 《Love》(2002)
- M.I.L.K. 프로젝트 《Friendship》(2002)
- M.I.L.K. 프로젝트 《Familly》(2003)
- 네루다 《네루다 시선》(2007)
- 네루다 《스무 편의 사랑의 시와 한 편의 절망의 노래》(2007)
- 네루다 《충만한 힘》(2007)
- 하워드 슈워츠 《네가 태어나기 전에》(2007)

### 문학선
- 《거지와 狂人》(나남, 1985)

### 정현종 연구서
- 김병익·김현 편《정현종》(은애, 1979)
- 이광호 엮음《정현종 깊이 읽기》(문학과지성사, 1999) ISBN 8932011354
- 이영섭 외《사람이 풍경으로 피어날때 : 정현종의 시세계》(문학동네, 1999)
- 정과리 외《영원한 시작》(민음사, 2005) ISBN 8937425394

### 정현종 작가론·작품론
- 고은〈사물의 꿈〉《월간문학》(1972년 8월호)

### 정현종 연구 학위논문
- 황치복,〈鄭玄宗 詩 硏究 : 이미지와 時間 意識을 中心으로〉. 고려대학교 대학원 국어국문학과 석사학위논문 (1997)
- 임현순, 〈鄭玄宗 詩의 몸 이미지와 言語的 想像力 硏究〉. 이화여대 大學院 석사학위논문 (1998)
- 남진숙, 〈韓國 環境生態詩 硏究 : 이형기, 정현종, 이하석, 최승호 詩를 중심으로〉동국대 大學院 석사학위논문 (1998)
- 정복여, 〈정현종 시의 상상력 연구〉. 중앙대 예술대학원 석사학위논문 (1999)
- 손효진, 〈정현종 시에 나타난 사물의 자기동일성 연구〉. 부산대 대학원 석사학위논문 (2000)
- 김규진, 〈정현종 시 연구 : 생태의식을 중심으로〉. 경원대 대학원 석사학위논문 (2001)
- 김수림, 〈김지하·정현종 초기 서정시의 물질적 상상력과 문체〉. 고려대 대학원 석사학위논문 (2002)
- 권계영, 〈정현종의 시의 시간의식 연구〉. 한국교원대 대학원 석사학위논문 (2002)
- 류보희, 〈정현종 시 미학 연구〉. 인천교육대 교육대학원 석사학위논문 (2002)
- 손민달, 〈한국 생태주의 시의 미학적 특성 연구 : 정현종, 김지하, 최승호를 중심으로〉고려대 교육대학원 석사학위논문 (2003)
- 강세미, 〈정현종 시 연구〉. 한국교원대 대학원 석사학위논문 (2004)
- 이소영, 〈정현종 시에 나타난 생태학적 상상력 연구〉. 단국대 대학원 석사학위논문 (2004)
- 최혜인, 〈정현종 시의 변모 양상 연구〉. 경희대 대학원 석사학위논문 (2005)
- 유재훈, 〈정현종 초기시의 이미지 연구〉 수원대 교육대학원 석사학위논문  (2005)
- 김인옥, 〈정현종 시세계 연구 : 생명에 관한 상상력과 문체론을 중심으로〉. 명지대 대학원 박사학위논문 (2006)
- 최영미, 〈정현종 시의 생명의식 연구〉. 숭실대 대학원 석사학위논문 (2006)
- 전정은, 〈정현종 시에 나타난 생태적 상상력 연구 : '나무' 이미지를 중심으로〉. 경성대 교육대학원 석사학위논문 (2007)

## 참고자료
- 원재훈 (2008년 3월 1일). “[원재훈 시인의 작가 열전] ‘詩 완벽주의자’ 정현종”. 신동아. 454~473면. 2008년 3월 16일에 확인함. |제목=에 지움 문자가 있음(위치 1) (도움말)[깨진 링크(과거 내용 찾기)]
- 권영민 (2004년 2월 25일). 《한국현대문학대사전》. 서울대학교출판부. ISBN 9788952104618.